# لوپچا
لوپچا (به لاتین: Lopcha) یک منطقهٔ مسکونی در روسیه است که در استان آمور واقع شده‌است.